# 林蔭道

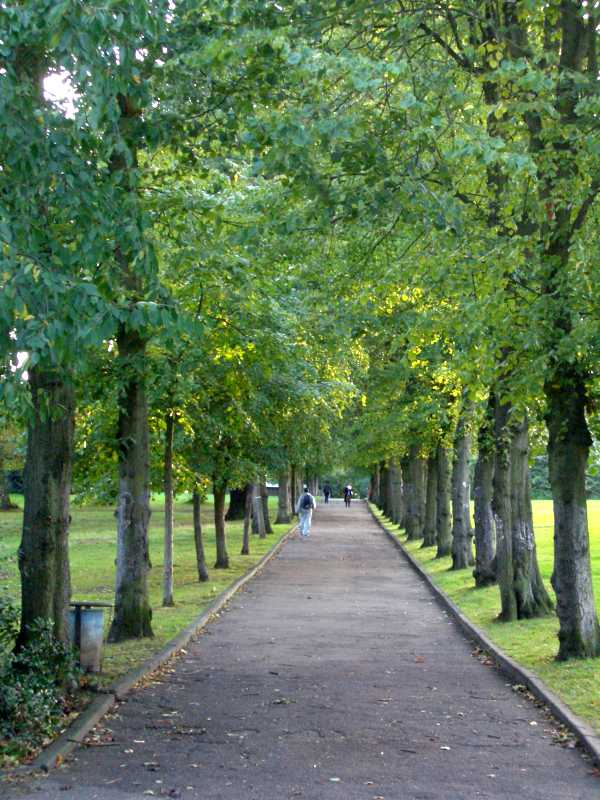
伦敦Alexandra公园的一条林荫道

林蔭道（法語：Allée）是指一種兩側樹木茂密、濃蔭圍繞的寬闊道路，或街道中央供行人通過、散步和休憩的帶狀綠化地段 。很多情况下，林荫道两侧种植的树木为同一个品种，从而使林荫道整体景观统一。